# Канада
Кана́да (англ. Canada, МФА: [ˈkænədə], фр. Canada, МФА: [kanaˈda]) — країна, що займає північну частину Північної Америки та майже половину площі континенту, простягаючись від Атлантичного океану на сході до Тихого океану на заході. Це друга за площею країна світу (9 976 140 км²), що поступається лише Російській Федерації. Має сухопутний кордон з США та Гренландією на острові Ганса (після врегулювання територіального конфлікту з Данією).
Територію, на якій тепер розташована Канада, було заселено корінним населенням понад 25 тисяч років тому. Починаючи з кінця XV століття англійські та французькі експедиції спершу досліджували, а потім одночасно заселяли атлантичне узбережжя країни. Проте в 1763 році, після семи років війни, Франція позбулася майже всіх своїх володінь у Північній Америці, включаючи Канаду. У 1867 році, внаслідок об'єднання трьох Британських північноамериканських колоній, Канада сформувалася як федеральне утворення чотирьох провінцій у статусі британського домініону. Після цього відбулося територіальне розширення Канади та здобуття нею статусу автономії від Сполученого Королівства відповідно до Вестмінстерського статуту 1931 року. Автономію було закріплено Канадським актом 1982 року, що ним назавжди розірвано залишки правової залежності від Британського парламенту.
Канада є федерацією, що складається з десяти провінцій і трьох територій, за формою правління — конституційною (парламентарною) монархією, з королем Чарльзом III як головою держави. Сама країна — багатокультурна й багатомовна: на федеральному рівні визнано дві державні мови — англійську та французьку. Канада є технологічно й промислово розвиненою країною з диверсифікованою економікою, яка значною мірою базується на багатих природних ресурсах країни й на торгівлі, — у першу чергу зі Сполученими Штатами Америки, з якими Канада має давні й складні стосунки. Канада є членом Великої Сімки, НАТО, Британської Співдружності, Франкофонії і Організації Об'єднаних Націй.

## Етимологія

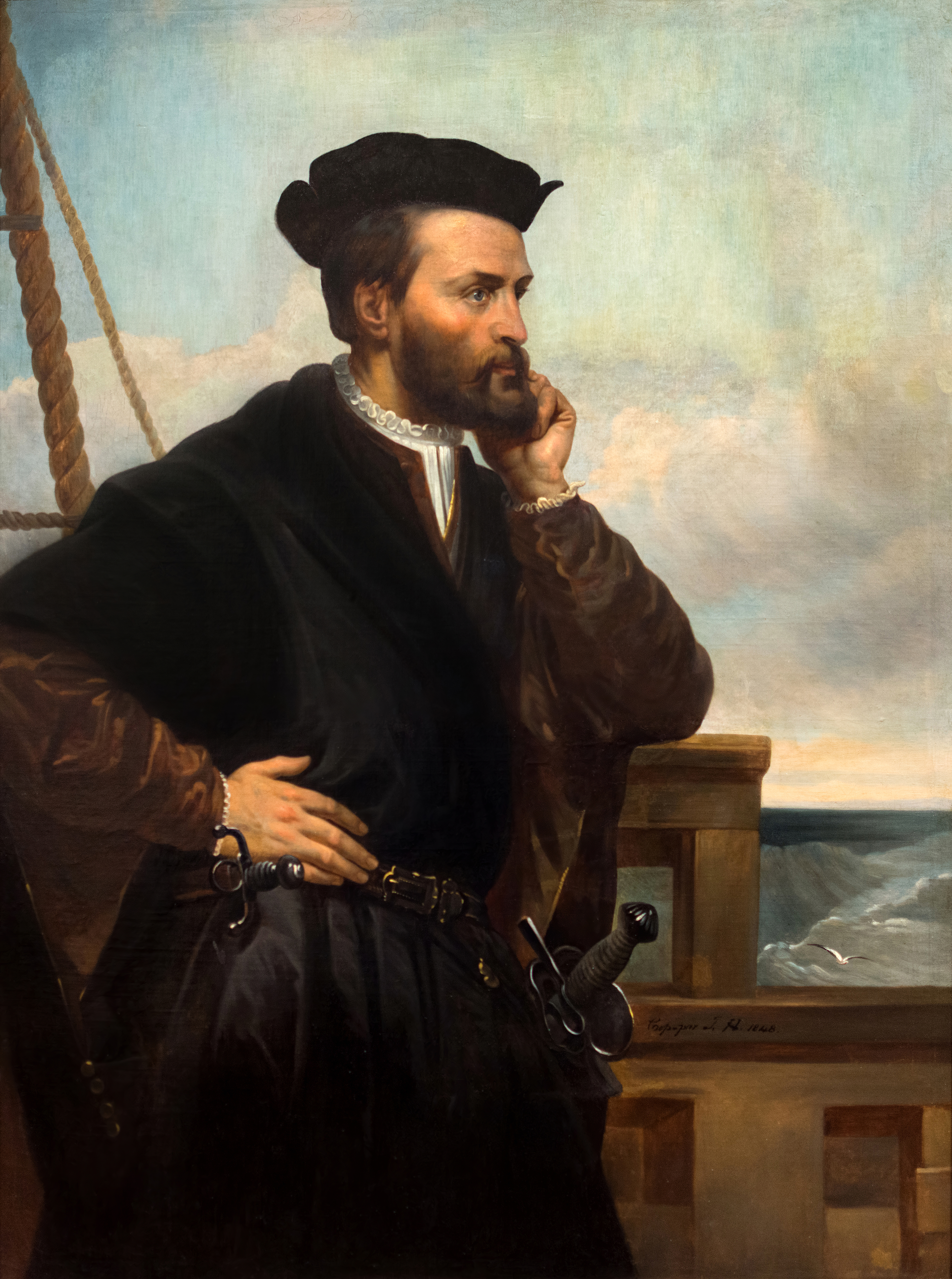
Жак Картьє

Загальноприйнято, що назва «Канада» походить від лаврентініанського слова kanata, що означає «селище», «поселення», або «земля». 1535 року корінні жителів сучасного регіону Квебеку використали це слово, щоби вказати французькому досліднику Жаку Картьє на поселення Стадакона (англ. Stadacona). Згодом словом Canada позначали не лише індіанське селище, а і всю територію Доннаконі. Із 1545 року в європейських книгах і картах увесь регіон вздовж річки Святого Лаврентія іменували як «Canada».
Із 16-го та до початку 18-го століть Канадою назвали частина Нової Франції, землі вздовж річки Св. Лаврентія і північних берегів Великих озер. Пізніше регіон розділили на дві британські колонії: Верхню Канаду та Нижню Канаду, які 1841 року об'єднали в провінцію.
Конституційний акт 1867 року надав статус домініону з назвою «Канада» для нової країни та використовувався до 1950-х років. Прийнята як офіційна назва для нової країни, і країні було надано статус домініону з назвою «Канада». Термін «Домініон Канада» увійшов у загальний вжиток до 1950-х років. А вже здобувши політичну незалежність від Великої Британії, федеральний уряд Канади дедалі частіше використовував назву «Канада» на державних документах і договорах: унаслідок цього державне свято країни перейменовано з «Дня Домініону» на «День Канади» в 1982.

## Історія

### Корінне населення
Археологічні й генетичні дослідження виявили присутність людини у північному Юконі 26 500 років тому і у південному Онтаріо 7500 років тому. Найдавнішими відомими місцями проживання людини у Канаді є рівнини Олд-Кроу і печери Блуфіш. Характерними рисами канадських аборигенних суспільств були осілість, ведення сільського господарства, складна суспільна ієрархія і торгові зв'язки. Деякі з цих культур занепали до моменту прибуття європейців наприкінці XV — на початку XVI століть і були відкриті тільки завдяки археологічним дослідженням.
За різними оцінками корінне населення наприкінці XV століття становило від 200 000 до двох мільйонів осіб, Королівська комісія Канади з охорони здоров'я аборигенів називає число 500 000 осіб. Внаслідок європейської колонізації корінні народи страждали від спалахів завезених інфекційних хвороб, таких як грип, кір і віспа (до яких у них був відсутній імунітет), за століття після прибуття європейців чисельність корінного населення зменшилась на 40–80 %. У теперішній час аборигенні народи Канади — це канадські індіанці, ескімоси і метиси. Метиси являють собою людей змішаної крові, які з'явилися в середині XVII століття, коли індіанці та ескімоси одружувалися з європейськими поселенцями. Загалом, ескімоси більше обмежували контакти з європейськими поселенцями протягом періоду колонізації.

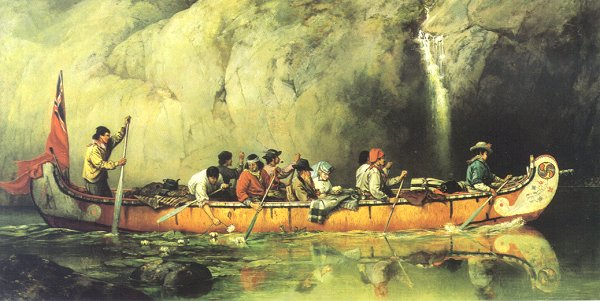
Торгівля хутром є однією з основних індустрій у Канаді з початку 19-го століття.

### Європейська колонізація
Першу відому спробу європейської колонізації зробили скандинави, коли близько 1000 року на певний час облаштувалися у Л'Анс-о-Медоузі, Ньюфаундленд. Подальших європейських розвідок не відбувалося до 1497 року, коли італійський мореплавець Джон Кабот досліджував канадське атлантичне узбережжя для Англії. На початку XVI століття вздовж атлантичного узбережжя баскські й португальські мореплавці запровадили сезонну риболовлю та полювання на китів. У 1534 році французький дослідник Жак Картьє розвідував долину річки Святого Лаврентія, де 24 липня встановив десятиметровий хрест із написом «Хай живе король Франції» і вступив у володіння територією ім'ям короля Франції Франциска I.
Французький дослідник Самюель де Шамплен прибув на ці території у 1603 році й створив перше постійне європейське поселення на території Порт Рояль у 1605 році й Квебек-сіті у 1608. Пізніше вони стали столицями Акаді й Канади, відповідно.

### Канада в 1980—2015 роках

#### Неоконсервативний курс кабінету Малруні
На виборах 1984 року до влади прийшла Прогресивно-консервативна партія, та її лідер Браян Малруні сформував уряд консерваторів. Уряд Малруні здійснював неоконсервативний курс. Були розширені пільги для бізнесу, послаблений контроль держави за діяльністю підприємств з іноземним капіталом, державні корпорації переводилися на комерційну основу функціонування, була проведена ревізія тієї частини енергетичної програми, що обмежувала інтереси приватного бізнесу.

#### Прихід до влади лібералів
На виборах 1993 року перемогу одержала ліберальна партія на чолі з Ж. Кретьєном. Протягом наступних 10 років вищу виконавчу владу в країні здійснював очолюваний ним уряд лібералів.
Діяльність ліберальної партії будувалася з одного боку, на визнанні індивідуальних прав, свободи, ініціативи, підприємництва громадян, а з іншого — на значній ролі уряду у формуванні та здійсненні загальнодержавних програм. Ліберали приділяли велику увагу проблемі охорони здоров'я, рівності всіх етнічних і релігійних груп, питанням національної єдності.
У 2003 році Ж. Кретьєн добровільно залишив пост керівника партії і посаду прем'єр-міністра. Його наступником на цій посаді наприкінці 2003 року став новий лідер лібералів Пол Мартін. З його ініціативи було продовження зниження податків для середніх верств населення, зниження боргового тягаря держави, збалансування бюджету. У 2004 році на парламентських виборах Ліберальна партія здобула перемогу над Консервативною партією, утвореною після об'єднання в 2003 році «Канадського альянсу» і Прогресивної консервативної партії, що дозволило П. Мартіну знову сформувати уряд.

#### Прихід до влади консерваторів
Ліберальна партія, що перебувала при владі 12 років, загрузла в корупції і численних скандалах. На нових виборах у 2006 році до влади прийшла Консервативна партія, її лідер С. Гарпер став новим прем'єр-міністром.
На парламентських виборах у 2008 році консерватори на чолі з С. Гапером знову здобули перемогу. Але до найбільшого успіху лідер консерваторів привів однопартійців у травні 2011 року, коли на позачергових виборах його партія здобула 166 місць у парламенті з 308. Сенсацією став провал лібералів, які відкотились на третє місце, пропустивши перед собою партію «Нових демократів». Лідер останньої Дж. Лейтон заявив про намір «Нових демократів» збільшити податки на великі корпорації, позбавити пільг нафтовидобувні компанії і почати регулювання банківського бізнесу. Водночас консерватори прагнуть продовжити підтримку великого бізнесу.
|  | ...Країна зараз розділилась на 2 табори — правих і лівих. Ліберальна партія зазнала принизливого краху, а самого лідера навіть не було обрано до парламенту. Того самого краху зазнала сепаратистська Квебецька партія: вона майже зникла з політичної арени, набравши всього 4 голоси в парламенті. |

#### Повернення лібералів
У 2015 році Ліберальна партія доволі несподівано знов здобула переконливу перемогу, яку на канадському політичному сленгу можна класифікувати як «обвал» англ. landslide, який дав можливість лібералам сформувати уряд більшості з 184 місцями (39,5 %) у парламенті. Аналізуючи виборчу кампанію, 43-річний Джастін Трюдо назвав причиною успіху лібералів «їхні позитивні гасла, прагнення більшості канадців до змін та потребу більш енергійного лідерства».

## Географія

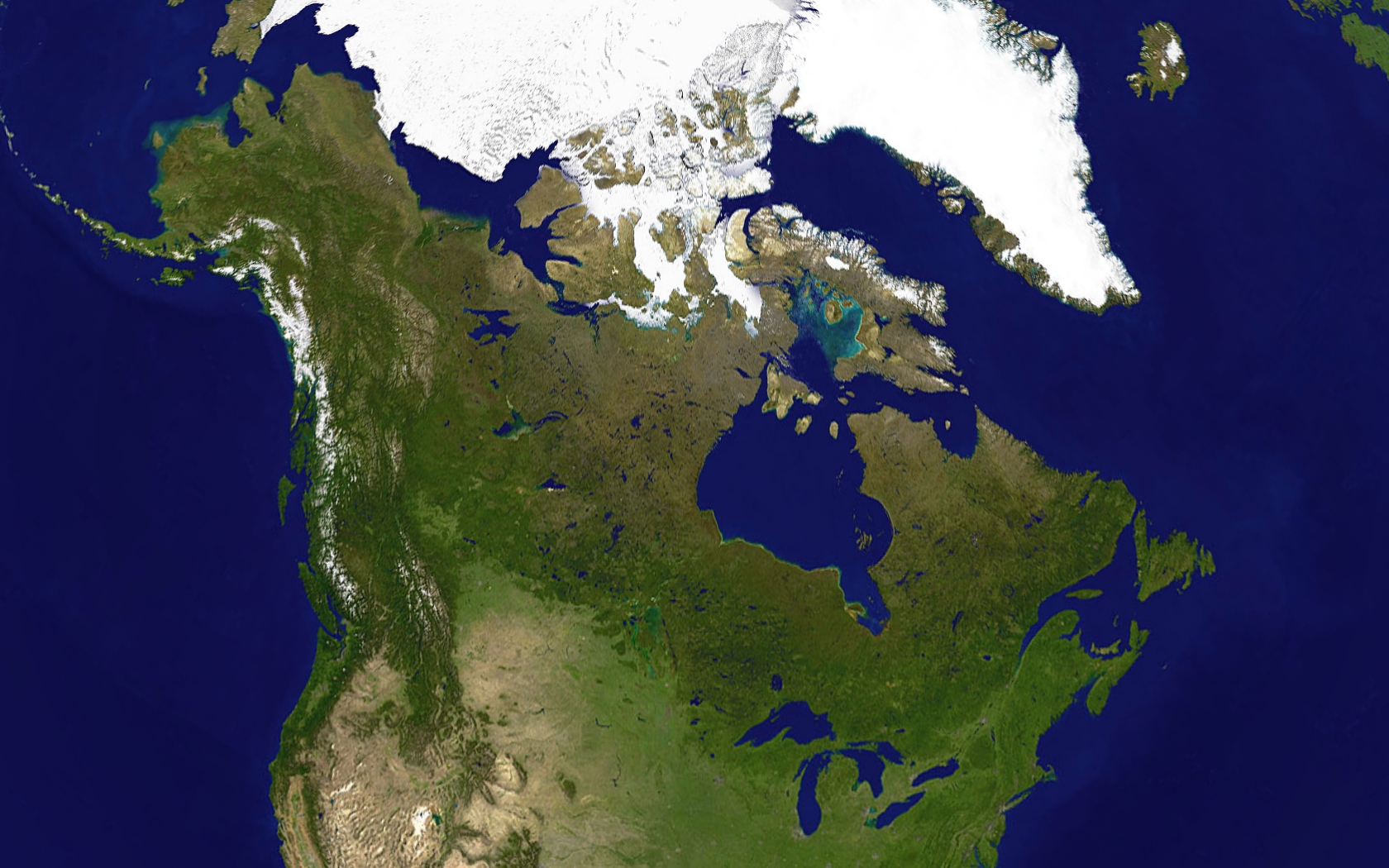
Канада з космосу

Канада займає більшу частину півночі Північної Америки. Вона має загальний сухопутний кордон зі США на півдні і на північному заході (між Аляскою та Юконом), з 14 червня 2022 року після урегулювання територіального конфлікту Канада також межує і з Данським королівством на острові Ганса. Канада простягнулася від Атлантичного океану на сході до Тихого на заході і Північного Льодовитого на півночі. Вона також має морський кордон з Францією (острови Сен-П'єр і Мікелон). Найпівнічніше поселення в Канаді та у світі — Алерте, база збройних сил Канади на північному краю острова Елсмір (82,5° пн. ш., за 834 км від Північного полюса). Канада — друга за розміром країна світу. Державний кордон між Канадою та США є щонайдовшою загальною межею у світі завдовжки 8891 км.
Щільність населення, — близько 3,5 осіб на км², є однією з найнижчих у світі. Найбільш населена область країни — коридор Квебек — Віндзор уздовж рівнинних берегів річки Святого Лаврентія і на південному сході Великих озер.
На північ від цієї області знаходиться розлогий Канадський щит, скельний регіон, очищений останнім льодовиковим періодом, позбавлений родючих земель, багатий мінералами, озерами і річками. У Канаді більше озер, ніж у будь-якій іншій країні світу, вона володіє значними запасами прісної води. Найбільші озера: система Великих озер, Велике Ведмеже, Велике Невільниче, Вінніпеґ, Атабаска.

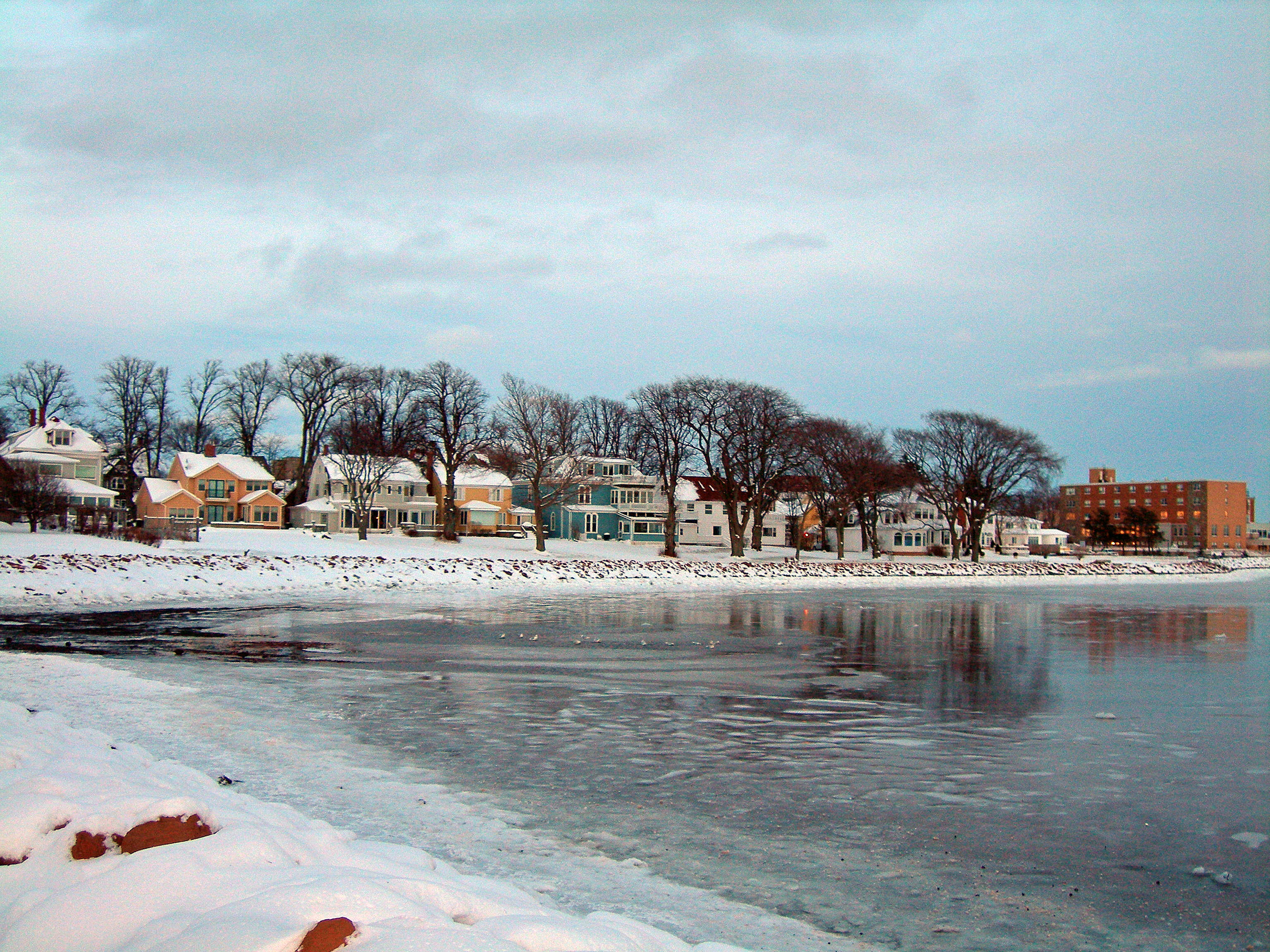
Шарлоттаун (Острів Принца Едварда) взимку

На сході Канади річка Святого Лаврентія впадає у затоку Святого Лаврентія, де знаходиться острів Ньюфаундленд, а острів Принца Едварда знаходиться на південь від нього. Нью-Брансвік і Нова Шотландія розділені затокою Фанді, яка знаменита найвищими припливами у світі. Ці чотири приморські провінції розташовані на схід від Квебеку. Онтаріо і Гудзонова затока розташовані в центрі Канади, тоді як від Манітоби на захід через Саскачеван і Альберту розкинулись на великих рівнинах канадські прерії аж до Скелястих гір, які відокремлюють їх від Британської Колумбії.
На північ від 60-ї паралелі розташовані три канадські території — Нунавут, Північно-західні території і Юкон — усіяні численними озерами (найбільші з яких Велике Ведмеже і Велике Невільниче) і перетнуті щонайдовшою річкою в країні — річкою Маккензі. До того ж, за континентальними землями Канадської Півночі ще далі на північ лежить великий архіпелаг, Канадський Арктичний архіпелаг, який включає деякі з найбільших островів світу. Протоками між цими островами проходить Північно-Західний прохід з моря Лабрадор до моря Бофорта, повз Баффінове море. Крім того, у цьому регіоні, між островами Королеви Єлизавети, знаходиться північний магнітний полюс.

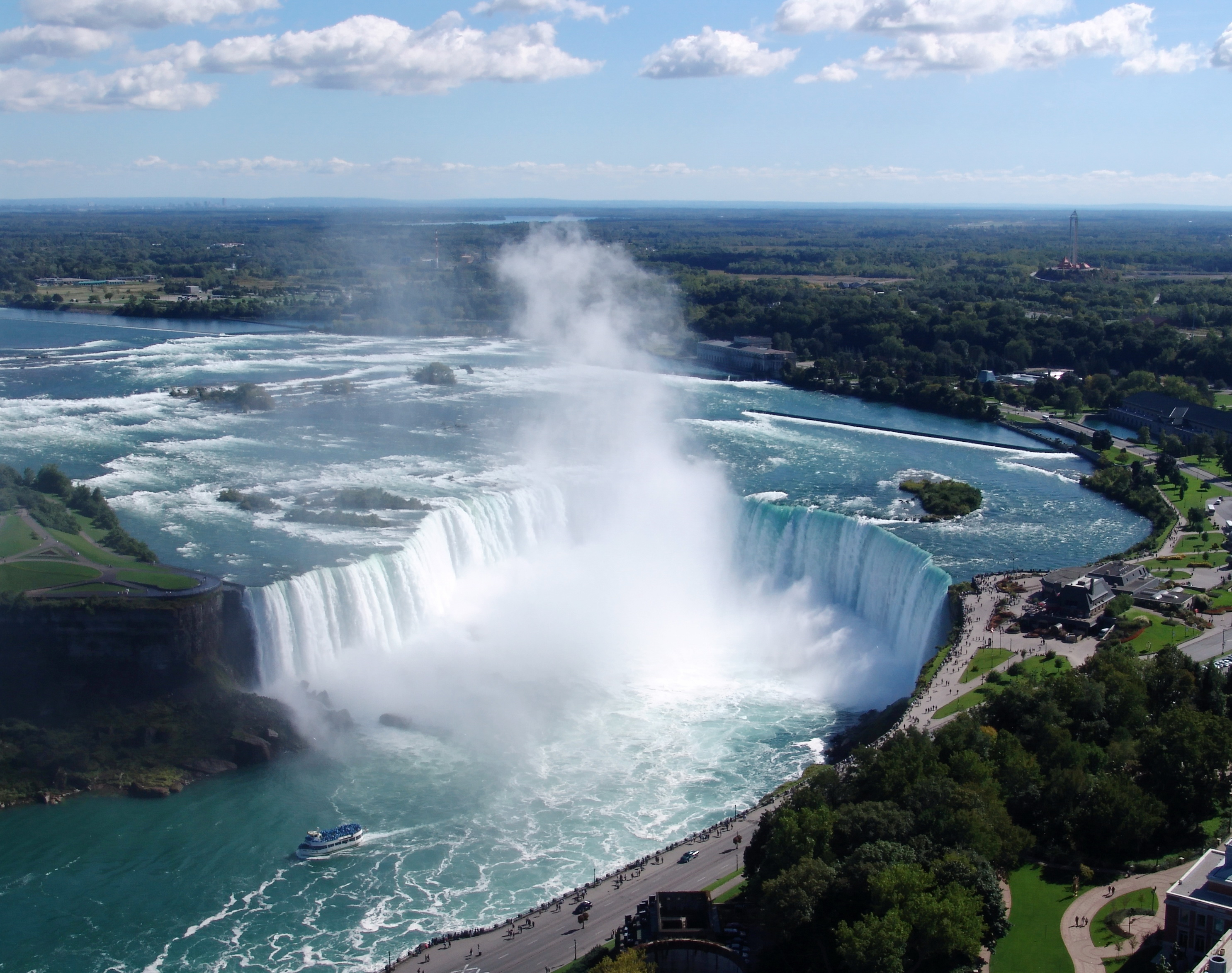
Ніагарський водоспад, частина якого розташована в Онтаріо.

Основну частину рельєфу країни займають рівнини прерій і плато Канадського щита з висотами 300—1500 м. На захід від прерій розташовуються континентальні низовини Британської Колумбії й Скелясті гори (частина Кордильєр, найвища точка — гора Логан), на сході, від півдня від Квебеку до приморських провінцій, підносяться Аппалачі. Гора Логан — найвища гора Канади та друга по висоті вершина в Північній Америці. Розташована в горах Святого Іллі, посеред національного парку Клуейн, на південному заході території Юкон, менш ніж за 40 км на схід від кордону з Аляскою, за 230 км на захід від містечка Вайтгорс та заввишки 5956 м над рівнем моря. Масив гори Логан вважається одним з найбільших у світі. Охоплення підошви гори перевищує 100 км.

## Природа
Рослинність дуже різноманітна та істотно змінюється з півночі на південь. Полярні острови знаходяться в зоні, у якій поверхня землі вкрита вічними снігами і льодовиками, що не тануть навіть коротким літом. Баффінова земля та інші острови північного узбережжя Канади покриті тундрою, яка займає і всю північну материкову частину країни, проникаючи далеко на південь уздовж західного узбережжя Гудзонової затоки і на півострові Лабрадор. Тут ростуть вересові, осоки, чагарникова береза й верба. На південь від тундри між Тихим і Атлантичним океанами розкинулася широка смуга лісів. Переважають хвойні ліси; головні породи — чорна ялина на сході й біла ялина на заході (у долині річки Макензі), сосна, модрина, туя та інші породи. Менш поширені листяні ліси, що складаються з тополі, вільхи, берези і верби. Особливо різноманітні ліси в районі Великих озер (американський в'яз, веймутова сосна, канадська тсуга, дуб, каштан, бук). На тихоокеанському узбережжі поширені хвойні ліси з псевдотсуги, ситхинської ялини, аляскинського й червоного кедрів. Біля Ванкувера трапляється суничне дерево й орегонський дуб. У приморських приатлантичних провінціях — акадські ліси з бальзамічної ялиці, чорної й червоної ялини, також тут ростуть кедр, модрина американська, жовта береза, бук.

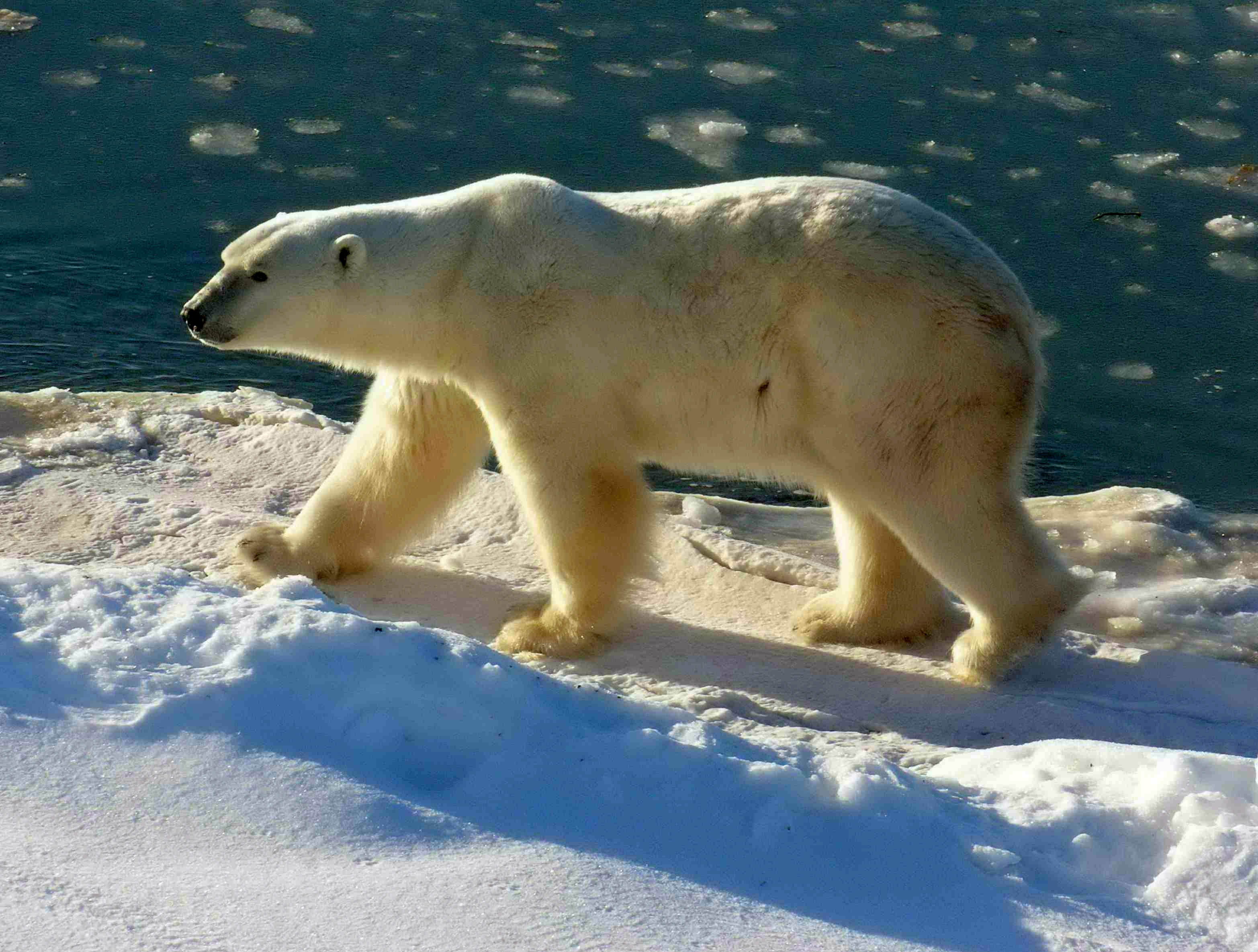
Білий ведмідь на півночі Манітоби

У зоні тундри водяться північний олень, полярний заєць, лемінги, песець і вівцебик. Південніше тваринний світ різноманітніший — північний олень, благородний олень, лось, в гірських районах — баран-товсторіг і снігова коза. Досить численні гризуни: вивірка, бурундук, американська літяга, бобер, стрибунка (вид тушканчиків), ондатра, голкошерст канадський, луговий і американський заєць, пискуха. З кішкоподібних для Канади характерні канадська рись і пума. Водяться вовки, лисиці, ведмідь-гризлі, єнот-полоскун. З куницевих — соболь, ілька, видра, росомаха. Багато перелітних птахів, що гніздяться тут. Фауна плазунів та земноводних небагата. У прісноводих водоймах багато риби.
Середні температури січня і липня розрізняються для кожної області. Зима може бути дуже суворою в деяких регіонах країни, середньомісячні температури можуть досягати 15 °C нижче за нуль навіть в південній частині країни, а іноді опускатися й до −40 °C з сильними крижаними вітрами. Рівень снігового покриву може досягати кількох сотень сантиметрів (наприклад, в Квебеку в середньому 337 см). Узбережжя Британської Колумбії, особливо острів Ванкувер, є винятком, тут клімат помірний, з м'якими дощовими зимами, а літні температури можуть досягати 35 °C. В останні роки, у зв'язку зі змінами клімату на Землі, в Канаді спостерігаються торнадо. Так, наприклад, за повідомленням CBC News, в результаті торнадо, що пронісся 14 липня 2023 року південними районами Оттави, пошкодження дістали близько 120 будинків.
Докладніше Список національних парків Канади, Канадський Арктичний архіпелаг

## Політика

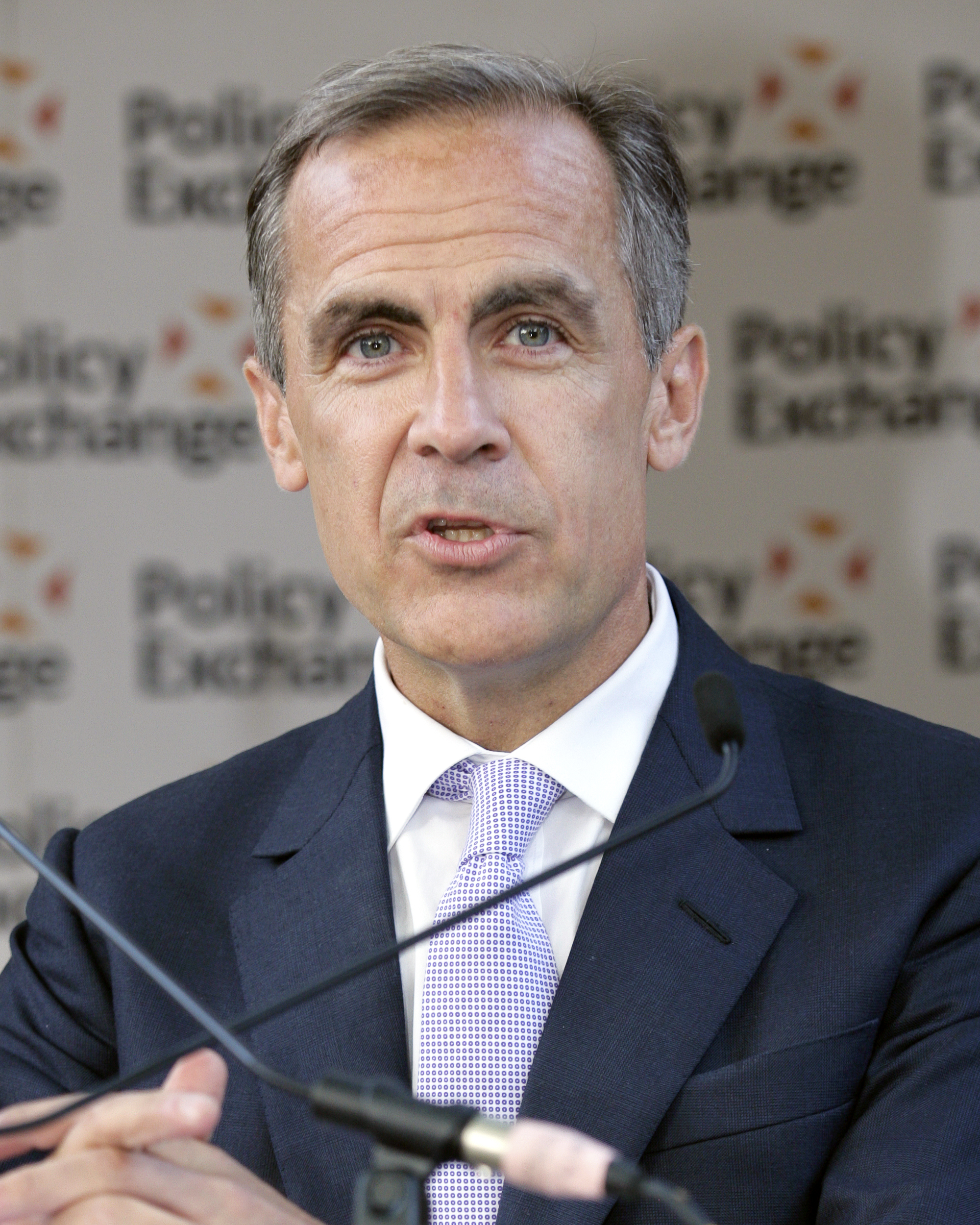
Прем'єр-міністр Канади — Марк Карні

Канада — конституційна монархія. Голова держави — король або королева Великої Британії; зараз це Чарльз III, який має титул короля Канади і якого в країні представляє генерал-губернатор Канади. Кандидатів на цю чотирирічну посаду призначає чинний прем'єр-міністр і затверджує король.
Конституція Канади — правова основа країни й складається як із записаного тексту, так і неписаних традицій та угод. У Конституції вміщено й Канадську хартію прав і свобод, яка гарантує громадянам основні права і свободи. У Канаді під конституцією розуміється зведення актів, британських законів, судових рішень тощо. Двома основними документами вважаються Акт про Британську Північну Америку 1867 року, що проголосив Канаду домініоном Великої Британії, й акт 1982 року, що встановив, що всі закони, що приймаються в Канаді, не потребують формального підтвердження в парламенті Великої Британії.
У країні діє парламентська система демократії з федеративною системою парламентського уряду. Прем'єр-міністр Канади — глава уряду. За традицією це лідер політичної партії, яка здобуває більшість у Палаті Громад парламенту. Прем'єр-міністр формує кабінет міністрів, який формально призначається генерал-губернатором Канади. Кабінет Міністрів має складатися з депутатів Палати Громад; традиційно до нього входять члени партії прем'єр-міністра. Виконавча влада в країні належить прем'єр-міністру й Кабінету; міністри перед вступом на посаду складають присягу вірності Королю, щоб формально стати королівськими міністрами. Чинний прем'єр-міністр Канади з 14 березня 2025 р.— Марк Карні, лідер ліберальної партії Канади
Федеральний парламент складається з Корони та двох палат парламенту: виборної Палати Громад і призначеного Сенату. Кожен депутат Палати Громад обирається більшістю у своїй виборчій дільниці. Канада не має фіксованої кількості членів парламенту; кожен з депутатів Палати Громад має представляти приблизно 100 000 громадян Канади, тому з ростом населення Канади збільшується й розмір парламенту. Всеканадські вибори формально призначаються генерал-губернатором, але, як правило, генерал-губернатор лише формально візує рішення про проведення парламентських виборів. Вибори повинні відбуватися, або правильно кожні п'ять років, або достроково за рішенням чинного прем'єр-міністра через процедуру дострокового розпуску парламенту. Для розпуску парламенту прем'єр-міністр має подати до парламенту законопроєкт з умовою довіри до уряду. У разі непроходження законопроєкту через парламент прем'єр-міністр має право призначити дострокові вибори. Слід зазначити, що на практиці подібні умови розпуску уряду діють лише за умови «керівної меншості», або ситуації, за якої уряд формує та партія, яка змогла здобути більш за все місць у парламенті, але не має абсолютної більшості, потрібної для прийняття рішень. Формально канадська система дозволяє існування коаліційних урядів, але наразі ще не було прецеденту існування такого уряду; остання спроба сформувати такий уряд у 2009 році закінчилася припиненням роботи парламенту на місяць та зміною лідера у Ліберальній Партії Канади.
Членів Сенату, чиї місця розподіляються на регіональній основі, вибирає прем'єр-міністр та формально призначає генерал-губернатор; сенаторам дозволено залишатися на посаді до 75-річного віку.
Канада належить до так званих «сильних федерацій», у яких частини федерації мають значні права та обов'язки, частина рішень центрального уряду має виконуватися провінціями, але їх діяльність регламентується низкою угод та законів, а суперечки часто вирішуються органами судової влади. Усі провінції Канади мають однопалатний парламент та загалом дотримуються тих же правил, що й нижня палата федерального парламенту Канади. Виняток становлять Північно-західні території та Нунавут, які керуються за принципом простої більшості та не визнають партійну систему. Наслідком такої форми уряду є слабкий зв'язок між партіями на федеральному та провінційному уряду: навіть з легальної точки зору вони є різними організаціями; а також наявність регіональних політичних партій, які не представлені на федеральному рівні, але можуть контролювати політику провінції.
Наразі в Канаді на федеральному рівні представлені чотири політичні партії: Консервативна партія Канади, Ліберальна партія Канади, Нова Демократична партія й Квебецький блок. Чинний уряд країни сформований Ліберальною партією Канади. Для набуття офіційного статусу політична партія має бути зареєстрована у виборчих органах, але статус парламентських фракцій набувають лише ті партії, які змогли виграти вибори хоча б на одній з федеральних виборчих ділянок.
Розподіл обов'язків між різними рівнями влади регулюється як законодавством Канади, так і низкою угод між різними рівнями влади. Загалом, федеральний уряд відповідає за зовнішню політику, оборону, боротьба з деякими видами злочинності, пенсійне забезпечення та страхування безробіття; обов'язками провінцій є охорона здоров'я, охорона правопорядку, екологія, соціальний захист та освіта; уряди нижчих рівнів відповідають за вивіз сміття, громадський транспорт та таке інше. На практиці, через велику кількість угод між урядами різних рівнів ситуація може відрізнятися достатньо сильно. Гарним прикладом може бути охорона правопорядку: Канада має федеральне агентство з боротьби зі злочинністю. Через низку угод з частиною провінцій ця сама агенція виконує всі види правоохоронної діяльності в частині провінцій. У той самий час, провінція Онтаріо має свою власну поліцію, а місто Торонто в Онтаріо, за згодою з Онтаріо — свою власну поліцію. Подібні угоди є стандартною практикою у політичному устрою Канади, тому для вирішення конфліктів органи влади різних рівнів часто подають судовий позив один на одного.

### Ставлення громадян Канади до збереження/скасування монархії
4 травня 2023 року соціологічна компанія Abacus Data опублікувала результати опитування, відповідно до яких: Дві третини громадян Канади підтримують скасування монархії. Лише 30 % опитуваних підтримали тезу відповідно до якої Канада й далі повинна бути очолювана монархом, тоді як 52 % вважають, що країна не повинна керуватись монархією. Ще 18 % сказали, що їм байдуже в будь-якому випадку.
З 2020 року кількість тих, хто однозначно вважає, що Канада повинна мати монарха на чолі держави, знизилася на 6 %, тоді як кількість тих, хто виступає проти монархії, зросла на 7 %. Якби в Канаді відбувся референдум щодо майбутнього монархії, 64 % канадців проголосували б за її ліквідацію і лише 36 % — за збереження. Якщо порівняти з 2020 роком, то кількість тих, хто виступає за ліквідацію монархії в Канаді, зросла на 8 %.

На думку соціолога Abacus Data Девіда Колетто, ця тенденція пояснюється приязним ставлення до монархії в Канаді і стосувалась виключно колишньої королеви Сполученого Королівства Єлизавети II, яка померла у вересні 2022 року
«З її смертю зникла причина виявляти будь-яку повагу до цієї інституції. Канада дуже змінилася за останні 20 років. Зміна поколінь та імміграція з неєвропейських країн означає, що монархія стала набагато менш актуальною», — вважає він
Опитування з'явилось напередодні церемонії коронації нового короля Сполученого Королівства Чарльза III, яка відбулася в суботу 6 травня 2023 року.

## Економіка
У Канаді є розвинена ринкова економіка з дещо більшим урядовим регулюванням ніж у Сполучених Штатах, проте з набагато меншим ніж у деяких європейських країнах. Канада — член Організації економічної співпраці і розвитку (ОЕСР) і Великої Сімки (G7). За минуле десятиріччя, після періоду деякого спаду, економіка країни зростає швидкими темпами та з низьким рівнем безробіття і великими урядовими надлишками в федеральному бюджеті. На жовтень 2006 р. рівень безробіття в країні становив 6,3 % працездатного населення, що є найнижчим за останні 30 років. Рівні безробіття серед провінцій коливаються від найнижчого в Альберті — 3,6 % до найвищого в Ньюфаундленді й Лабрадорі — 14,6 %. У 2010 році в Канаді у сфері послуг було зайнято 39 %, у сфері промислового виробництва — 10 % і 1 % в сільському господарстві (від чисельності всього населення Канади). У канадському статистичному щорічнику за 1960 рік відзначається, що в 1940 році працівник в сільському господарстві Канади постачав, в середньому, досить їжі для себе і дев'яти інших осіб, а в 1960 році він виробляв достатньо їжі для себе і двадцяти двох інших осіб. У 2010 році один сільськогосподарський працівник Канади годував 100 чоловік і себе в тому числі.
Канада — одна з небагатьох країн-експортерів енергоносіїв у світі: великі поклади природного газу знаходяться на східному узбережжі, а нафти — в Альберті. Є і великі поклади нафтових пісків Атабаски — друге після Саудівської Аравії родовище нафти у світі. У Квебеку, Британській Колумбії, Ньюфаундленді й Лабрадорі, Онтаріо й Манітобі гідроелектроенергія найпоширеніша й найдешевша.
Канада — одна з найбільших у світі виробників сільськогосподарської продукції. Канадські прерії, розбудовані значною мірою завдяки раннім хвилям української еміграції, є одними з найбільших постачальників пшениці й інших зернових культур. Канада, найбільший виробник цинку й урану, також має великі родовища інших природних ресурсів, як-от: золото, нікель, алюміній, свинець. Є в країні і високорозвинена переробна промисловість у південному Онтаріо і Квебеку; тут же і знаходяться автобудівні заводи, філіали багатьох американських і японських автомобільних компаній, що є ключовими в економіці цих провінцій.
Економіка Канади глибоко інтегрована в світову економіку та до певної міри надзвичайно залежна від міжнародної торгівлі, особливо зі своїм найбільшим торговельним партнером, Сполученими Штатами Америки. У 1989 р. Канада уклала Канадсько-американську угоду безмитної торгівлі (FTA), а в 1994 р. — Північноамериканський договір про вільну торгівлю (NAFTA), який включив ще й Мексику. Вільна торгівля на північноамериканському континенті значно пожвавила економічне співробітництво між країнами-учасниками договору, дозволила запобігти економічному спаду й досягти найвищого досі рівня зростання промисловості серед країн Великої Сімки. З середини 1990-х років уряд країни демонструє позитивний баланс федерального бюджету й послідовно сплачує державну заборгованість.
Див. також: Корисні копалини Канади, Історія освоєння мінеральних ресурсів Канади, Гірнича промисловість Канади.

## Освіта
За освіту в Канаді відповідають провінції і території; на сьогоднішній момент в Канаді немає державного міністерства освіти. Кожна з освітніх систем схожа на інші, одночасно відображаючи свою власну історію, місцеву культуру і географію відповідної провінції. Лише система в Квебеку найбільше відрізняється від інших: там після закінчення основної школи навчання триває в Училищі загальної професійної освіти (Cégep) — школі, що готує до вступу до університету і надає технічну спеціальність. Вік навчання розрізняється по Канаді, але зазвичай це проміжок з 5–7 до 16–18 років, який забезпечує 99 % грамотність дорослого населення. За повну середню і вищу освіту відповідають провінційні і територіальні уряди, які в основному його і фінансують; федеральний уряд додатково надає субсидії на науково-дослідну діяльність. Станом на 2017 рік 43 % дорослих канадців віком від 25 до 64 років вже отримали повну середню або вищу освіту, і 51 відсоток для людей віком від 25 до 34 років.
Канадські університети займаються активним залученням іноземних студентів. Щорічно канадські ЗВО і коледжі приймають близько 170 000 іноземних студентів. Так, наприклад, у 2017 році іноземні студенти витратили в Канаді більше 13 млрд канадських доларів на навчання, проживання і інші витрати. Було створено більше 116 000 робочих місць, які згенерували надходження до бюджету, що перевищують 2,5 мільярдів доларів
В 2023 році, з посиланням на повідомлення CBC News, у канадській провінції Онтаріо вивчення Голодомору в Україні включили до обов'язкової шкільної програми для учнів 10-го класу.

## Демографія
Населення Канади : 33,7 млн осіб (оцінювання, серпень 2009); 31 612 895 осіб (перепис 2006).
Незважаючи на велику площу, приблизно ¾ населення Канади проживає в смузі шириною близько 160 км від кордону з США. Подібна пропорція існує й у міських зонах, сконцентрованих у коридорі Квебек-Віндзор (а саме міські агломерації Торонто-Гамільтон, Монреаль і Оттава-Гатино), на континентальних рівнинах Британської Колумбії (від області Ванкувера до кінця долини річки Фрейзер) і в коридорі Калгарі-Едмонтон в Альберті. Перепис 2001 зареєстрував 30 007 094 канадця. Згідно з Канадською статистичною службою, населення країни станом на березень 2009 р. становило приблизно 33,5 млн осіб що, 8 млн з яких франкомовні. В основному приріст населення відбувається за рахунок імміграції. Хоча основну економічну віддачу від імміграції приносять незалежні кваліфіковані іммігранти, половина всіх іммігруючих до країни підпадає під програму возз'єднання сімей.
Канада — дуже різноманітна країна з етнічної точки зору. За переписом 2001 в Канаді живуть 34 етнічні групи, які складаються як мінімум з 100 000 осіб найбільша етнічна група називає себе «канадцями» (32,2 %), оскільки більшість канадців, особливо ті, чиї предки приїхали в часи колонізації, розглядають себе як канадський етнос. Далі йдують ті, хто називає себе англійцями (21,0 %), французами (15,8 %), шотландцями (15,1 %), ірландцями (13,9 %), німцями (10,2 %), італійцями (4,6 %), китайцями (4,3 %), аборигенами (індійцями та ескімосами 4,1 %) та українцями (3,9 %). Внаслідок того, що заселення Канади проходило хвилями, різні етнічні групи дуже нерівномірно представлені у різних частинах Канади, що призводить до того, що політичний та економічний вплив окремих груп може бути сконцентрованим в окремих провінціях та територіях.
Канада — країна іммігрантів. Глобальна репутація Канади як високорозвинутої, мирної, вільної від етнічних конфліктів країни, безумовно сприяє росту імміграції в країні. Нові канадці, як прийнято тут називати новоприбулих іммігрантів, в більшій мірі розселяються в великих містах, що зумовлено ситуацією на ринку праці. Імміграція приносить значний вклад в економіку країни.

## Провінції та території
Канада складається з десяти провінцій і трьох територій:

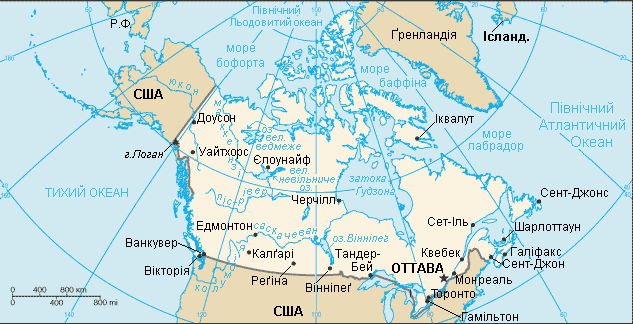
Мапа Канади.

|  | Провінція або територія    | Столиця     | Територія в км² | Населення  |
|  | -------------------------- | ----------- | --------------- | ---------- |
|  | Альберта                   | Едмонтон    | 661 848         | 3 256 800  |
|  | Британська Колумбія        | Вікторія    | 944 735         | 4 254 500  |
|  | Манітоба                   | Вінніпег    | 647 797         | 1 177 600  |
|  | Нова Шотландія             | Галіфакс    | 55 284          | 937 900    |
|  | Нью-Брансвік               | Фредериктон | 72 908          | 752 000    |
|  | Ньюфаундленд і Лабрадор    | Сент-Джонс  | 405 212         | 516 000    |
|  | Онтаріо                    | Торонто     | 1 076 395       | 12 541 400 |
|  | Острів Принца Едварда      | Шарлоттаун  | 5 660           | 138 100    |
|  | Квебек                     | Квебек      | 1 542 056       | 7 598 100  |
|  | Саскачеван                 | Реджайна    | 651 036         | 994 100    |
|  | Північно-Західні території | Єллоунайф   | 1 346 106       | 42 800     |
|  | Юкон                       | Вайтгорс    | 482 443         | 31 200     |
|  | Нунавут                    | Ікалуїт     | 2 093 190       | 28 300     |

## Національний герб
Сучасного вигляду герб Канади набув у 1994 році. Найважливішою його частиною — це розташований у центрі щит, на якому зображені чотири емблеми, які символізують чотирьох засновників Канади: англійця, шотландця, ірландця і француза — і гілка канадського клена. Щит підтримують, з одного боку золотий лев Англії, який несе королівський прапор на срібному списі з золотим вістрям; з іншого — білий єдиноріг Шотландії із золотими рогом, гривою й копитами, який тримає прапор королівської Франції. Щит покривають мантія і королівський (шолом), на гребені якого сидить коронований золотий лев з гілочкою клена. Гребінь складається з вінця, обплетеного червоним і білим шовком. Лев символізує доблесть і мужність, гребінь — опору в особі генерал-губернатора.
Імперська корона зверху символізує монархію як верховну владу над Канадою. У нижній частині щита розміщений девіз «A Mare usque ad Маге» («Від моря до моря»), слова для якого взяті з Псалма 72 Біблії: «Він матиме владарювання від моря до моря і від річок до краю Землі». На стрічці, яка обвиває щит, міститься девіз «Desiderantes Meliorem Patriam» («Вони бажали кращої країни»). Внизу герба розташована емблема, яка складається з переплетених англійської троянди, шотландського чортополоху, французької лілії та ірландського трилисника.

## Національний прапор
Зображення кленового листка асоціювалося з Канадою ще з 1700 року. Кленовий листок символізує єдність та непохитність нації: він став найголовнішим символом країни з 15 лютого 1965 року, коли був заснований національний прапор. Щороку 15 лютого відзначається як День прапора Канади.
Сучасний національний прапор Канади — це полотнище з трьох вертикальних смуг: червоної, білої і червоної (біла смуга вдвічі ширша від червоної), у центрі білої смуги зображений червоний кленовий листок. Довжина прапора вдвічі більша від його ширини. Червоний і білий кольори — дві нації, представники яких першими переселилися до Канади. Англійці й французи воювали між собою під кольорами ланкастерської червоної троянди та білої лілії. Білий і червоний стали офіційними кольорами Канади після їх затвердження королем Георгом V у 1921 році.

## Національний гімн
«О, Канадо!» проголошено національним гімном 1 липня 1880 року, через сто років після того, як його заспівали вперше. Автором слів гімну французькою мовою є Адольф-Базиль Рутьє, а музику до нього написав Калікс Лавальє. Найкращий переклад гімну англійською мовою належить Роберту Стенлі-Вієра, його текст було опубліковано в 1908 році. У 1967 році канадський парламент офіційно затвердив цей текст як англійський варіант гімну.
| Англійською | Французькою | Українською |
| --- | --- | --- |
| O Canada! Our home and native land, True patriot love in all thy sons command. With glowing hearts we see thee rise, The True North strong and free. From far and wide, O Canada, We stand on guard for thee. God keep our land glorious and free, O Canada, we stand on guard for thee. | Ô Canada! Terre de nos aïeux Ton front est ceint de fleurons glorieux Car ton bras sait porter l'épée Il sait porter la croix Ton histoire est une épopée Des plus brillants exploits Et ta valeur, de foi trempée Protégera nos foyers et nos droits | О, Канадо! Кохана вітчизно! В любові до краю, твої сини одно. З тобою враз наш дух росте, Мов та скала сильний. А кожний син це сторож твій, Бо ти наш край вільний. До Бога ми руки зносим. За тебе, краю наш, ми мольби шлем. |

## Мови
Англійська, яка є рідною мовою 17,3 млн канадців, та французька, якою розмовляють 6,7 млн людей — дві офіційні мови Канади. Водночас для багатьох рідними є інші мови, такі, наприклад, як українська, китайська, німецька, польська, іспанська, португальська, італійська, нідерландська, арабська та інші.
Домашні мови населення Канади за результатами перепису 2006 року.
| англійська                          | 20 584 770 | 65,9 %  |
| англійська та інша мови             | 406 455    | 1,3 %   |
| англійська та французька            | 94 055     | 0,3 %   |
| французька та інша мови             | 58 885     | 0,2 %   |
| французька                          | 6 608 125  | 21,2 %  |
| англійська, французька та інша мови | 16 600     | 0,1 %   |
| інша мова                           | 3 472 130  | 11,1 %  |
| усе населення                       | 31 241 030 | 100,0 % |

Домашні мови населення провінцій і територій Канади за результатами перепису 2006 р.
| Назва                      | Населення  | Англ.  | Фр.    | Інша   | Англ. та фр. | Англ. та інша | Фр. та інша | Англ., фр. та інша |
| -------------------------- | ---------- | ------ | ------ | ------ | ------------ | ------------- | ----------- | ------------------ |
| Канада                     | 31 241 030 | 65,9 % | 21,2 % | 11,1 % | 0,3 %        | 1,3 %         | 0,2 %       | 0,1 %              |
| Ньюфаундленд і Лабрадор    | 500 610    | 98,7 % | 0,1 %  | 1,0 %  | 0,0 %        | 0,1 %         | 0,0 %       | 0,0 %              |
| Острів Принца Едварда      | 134 205    | 97,0 % | 2,0 %  | 0,8 %  | 0,1 %        | 0,1 %         | 0,0 %       | 0,0 %              |
| Нова Шотландія             | 903 090    | 96,0 % | 1,9 %  | 1,7 %  | 0,1 %        | 0,2 %         | 0,1 %       | 0,0 %              |
| Нью-Брансвік               | 719 650    | 68,7 % | 29,4 % | 1,2 %  | 0,6 %        | 0,1 %         | 0,0 %       | 0,0 %              |
| Квебек                     | 7 435 905  | 10,0 % | 81,1 % | 7,0 %  | 0,7 %        | 0,4 %         | 0,7 %       | 0,2 %              |
| Онтаріо                    | 12 028 895 | 80,3 % | 2,4 %  | 15,1 % | 0,2 %        | 2,0 %         | 0,0 %       | 0,0 %              |
| Манітоба                   | 1 133 515  | 87,3 % | 1,7 %  | 9,5 %  | 0,2 %        | 1,3 %         | 0,0 %       | 0,0 %              |
| Саскачеван                 | 953 845    | 94,1 % | 0,4 %  | 4,9 %  | 0,1 %        | 0,6 %         | 0,1 %       | 0,0 %              |
| Альберта                   | 3 256 355  | 88,8 % | 0,6 %  | 9,1 %  | 0,1 %        | 1,3 %         | 0,0 %       | 0,0 %              |
| Британська Колумбія        | 4 074 385  | 82,0 % | 0,4 %  | 15,7 % | 0,1 %        | 1,8 %         | 0,0 %       | 0,0 %              |
| Юкон                       | 30 195     | 94,5 % | 1,8 %  | 3,1 %  | 2,2 %        | 0,4 %         | 0,0 %       | 0,0 %              |
| Північно-західні території | 41 060     | 89,6 % | 1,1 %  | 8,7 %  | 0,7 %        | 0,5 %         | 0,0 %       | 0,0 %              |
| Нунавут                    | 29 325     | 44,2 % | 0,7 %  | 53,9 % | 0,5 %        | 1,1 %         | 0,7 %       | 0,0 %              |

Домашні мови населення Канади за віковими групами за результатами перепису населення 2006 р.
| Вік, років | Населення  | Англійська | Французька | Англійська та французька | Англійська та інша | Французька та інша | Англійська, французька та інша | Інші   |
| ---------- | ---------- | ---------- | ---------- | ------------------------ | ------------------ | ------------------ | ------------------------------ | ------ |
|            | 31 241 030 | 65,9 %     | 21,2 %     | 0,3 %                    | 1,3 %              | 0,2 %              | 0,1 %                          | 11,1 % |
| 0—4        | 1 690 395  | 66,5 %     | 19,0 %     | 0,4 %                    | 1,4 %              | 0,3 %              | 0,0 %                          | 12,4 % |
| 5—9        | 1 808 280  | 68,9 %     | 19,3 %     | 0,4 %                    | 1,6 %              | 0,3 %              | 0,1 %                          | 9,4 %  |
| 10—14      | 2 078 130  | 69,2 %     | 20,5 %     | 0,4 %                    | 1,5 %              | 0,2 %              | 0,1 %                          | 8,1 %  |
| 15—19      | 2 135 920  | 69,4 %     | 19,8 %     | 0,3 %                    | 1,4 %              | 0,2 %              | 0,1 %                          | 8,8 %  |
| 20—24      | 2 071 895  | 68,0 %     | 19,8 %     | 0,3 %                    | 1,4 %              | 0,2 %              | 0,1 %                          | 10,2 % |
| 25—29      | 1 975 775  | 65,3 %     | 21,7 %     | 0,3 %                    | 1,4 %              | 0,2 %              | 0,1 %                          | 11,0 % |
| 30—34      | 2 011 300  | 65,5 %     | 19,7 %     | 0,3 %                    | 1,5 %              | 0,3 %              | 0,1 %                          | 12,7 % |
| 35—39      | 2 197 710  | 65,1 %     | 19,2 %     | 0,3 %                    | 1,6 %              | 0,3 %              | 0,1 %                          | 13,5 % |
| 40—44      | 2 596 385  | 64,9 %     | 21,1 %     | 0,3 %                    | 1,4 %              | 0,2 %              | 0,1 %                          | 12,0 % |
| 45—49      | 2 606 755  | 64,9 %     | 22,5 %     | 0,3 %                    | 1,2 %              | 0,2 %              | 0,0 %                          | 10,9 % |
| 50—54      | 2 344 660  | 64,8 %     | 23,0 %     | 0,2 %                    | 1,1 %              | 0,1 %              | 0,0 %                          | 10,6 % |
| 55—59      | 2 072 055  | 65,2 %     | 23,1 %     | 0,2 %                    | 1,0 %              | 0,1 %              | 0,0 %                          | 10,2 % |
| 60—64      | 1 577 475  | 63,6 %     | 24,8 %     | 0,3 %                    | 1,0 %              | 0,1 %              | 0,0 %                          | 10,2 % |
| 65—69      | 1 220 375  | 62,5 %     | 22,9 %     | 0,3 %                    | 1,1 %              | 0,1 %              | 0,0 %                          | 13,0 % |
| 70—74      | 1 035 265  | 62,1 %     | 22,7 %     | 0,3 %                    | 1,0 %              | 0,1 %              | 0,0 %                          | 13,9 % |
| 75+        | 1 818 655  | 65,2 %     | 20,7 %     | 0,3 %                    | 0,8 %              | 0,1 %              | 0,0 %                          | 12,9 % |

## Українська мова в Канаді

### Зведена інформація по Провінціях (2006р.)
| Територія                  | Населення  | в тому числі українського походження | %      | назвали українську мову рідною | %       | вживають українську мову вдома | %       | % осіб українського походження, які вживають українську мову вдома |
| -------------------------- | ---------- | ------------------------------------ | ------ | ------------------------------ | ------- | ------------------------------ | ------- | ------------------------------------------------------------------ |
| Квебек                     | 7 435 905  | 31 955                               | 0,4 %  | 5 395                          | 0,073 % | 2 255                          | 0,03 %  | 7,06 %                                                             |
| Онтаріо                    | 12 028 895 | 336 355                              | 2,8 %  | 48 310                         | 0.402 % | 20 465                         | 0.170 % | 6,08 %                                                             |
| Манітоба                   | 1 133 510  | 167 175                              | 14,7 % | 21 950                         | 1,936 % | 3 585                          | 0,316 % | 2,14 %                                                             |
| Острів Принца Едварда      | 134 205    | 780                                  | <0,1 % | 25                             | 0,02 %  | 10                             | 0,01 %  | 1,28 %                                                             |
| Саскачеван                 | 953 850    | 129 265                              | 13,6 % | 16 350                         | 1,714 % | 1 550                          | 0,162 % | 1,2 %                                                              |
| Альберта                   | 3 256 355  | 332 180                              | 10,2 % | 29 450                         | 0,904 % | 3 390                          | 0,104 % | 1,02 %                                                             |
| Британська Колумбія        | 4 074 385  | 197 265                              | 4,8 %  | 12 285                         | 0,302 % | 1 510                          | 0,037 % | 0,77 %                                                             |
| Нью-Брансвік               | 719 650    | 2 455                                | 0,3 %  | 140                            | 0,02 %  | 15                             | 0,002 % | 0,61 %                                                             |
| Нова Шотландія             | 903 090    | 7 500                                | 0,8 %  | 440                            | 0,049 % | 20                             | 0,002 % | 0,27 %                                                             |
| Юкон                       | 30 195     | 1 620                                | 5,4 %  | 40                             | 0,132 % | 0                              | 0 %     | 0 %                                                                |
| Північно-західні території | 41 060     | 1 445                                | 3,5 %  | 40                             | 0.097 % | 0                              | 0 %     | 0 %                                                                |
| Нунавут                    | 29 325     | 155                                  | 0,5 %  | 10                             | 0,034 % | 0                              | 0 %     | 0 %                                                                |
| Ньюфаундленд і Лабрадор    | 500 610    | 945                                  | <0,1 % | 60                             | 0,01 %  | 0                              | 0 %     | 0 %                                                                |
| Канада                     | 31 241 030 | 1 209 085                            | 3,9 %  | 134 500                        | 0,431 % | 32 815                         | 0,105 % | 2,71 %                                                             |

Таблиця складена на основі даних перепису населення у 2006 році.

### Інформація по найбільших містах (2006р.)
| Місто                            | Населення | Назвали українську мову рідною |
| -------------------------------- | --------- | ------------------------------ |
| Сент-Джонс (N.L.)                | 179 270   | 60                             |
| Галіфакс (N.S.)                  | 369 455   | 200                            |
| Монктон (N.B.)                   | 124 055   | 35                             |
| Сент-Джон (N.B.)                 | 120 875   | 40                             |
| Сагеней (Que.)                   | 149 600   | 10                             |
| Квебек (Que.)                    | 704 185   | 70                             |
| Шербрук (Que.)                   | 183 635   | 15                             |
| Труа-Рів'єр (Que.)               | 138 560   | 0                              |
| Монреаль (Que.)                  | 3 588 520 | 4 850                          |
| Оттава-Гатіно (Ont.-Que.)        | 1 117 120 | 1 835                          |
| Кінгстон (Ont.)                  | 148 475   | 310                            |
| Пітерборо (Ont.)                 | 115 140   | 125                            |
| Ошава (Ont.)                     | 328 070   | 1 745                          |
| Торонто (Ont.)                   | 5 072 075 | 27 300                         |
| Гамільтон (Ont.)                 | 683 450   | 3 730                          |
| Сент-Катаринс—Ніагара (Ont.)     | 385 035   | 2 455                          |
| Кіченер-Кембридж-Ватерлоо (Ont.) | 446 495   | 820                            |
| Брантфорд (Ont.)                 | 122 825   | 395                            |
| Гвелф (Ont.)                     | 126 080   | 210                            |
| Лондон(Ont.)                     | 452 580   | 1 375                          |
| Віндзор-Беркшир (Ont.)           | 320 730   | 960                            |
| Бері-Онтаріо (Ont.)              | 175 335   | 310                            |
| Садбері (Ont.)                   | 156 395   | 970                            |
| Тандер-Бей (Ont.)                | 121 050   | 1 385                          |
| Вінніпег (Man.)                  | 686 040   | 12 925                         |
| Реджайна (Sask.)                 | 192 440   | 1 680                          |
| Саскатун (Sask.)                 | 230 850   | 4 430                          |
| Калгарі (Alta.)                  | 1 070 295 | 3 845                          |
| Едмонтон (Alta.)                 | 1 024 820 | 16 150                         |
| Келоуна (B.C.)                   | 160 560   | 1 330                          |
| Абботсфорд (B.C.)                | 156 640   | 275                            |
| Ванкувер (B.C.)                  | 2 097 960 | 5 300                          |
| Вікторія (B.C.)                  | 325 065   | 805                            |

Таблиця складена на основі даних перепису населення у 2006 році [Архівовано 25 травня 2014 у Wayback Machine.].

## Релігія
Більшість канадців — християни. Станом на 1991 рік, більшість належала до римсько-католицької церкви (45,2 % населення), за ними — кальвіністи та, маючи між собою канонічне спілкування, англіканська та лютеранська церкви. Представлені й інші релігії: індуїзм, іслам, сикхізм та буддизм. Близько 3,4 млн осіб заявили, що взагалі не сповідають жодної релігії.

## Членство в міжнародних організаціях
ООН, ЮНЕСКО, ОБСЄ, НАТО, АЕС, ОАД, Велика сімка, СОТ, МБРР, МВФ та інші. Це єдина країна у світі, яка є членом і Співдружності націй, і Франкофонії.

## Українці в Канаді
За даними Статистики Канади у 2006-му році в країні мешкало 1 209 085 канадців українського походження (переважно громадяни Канади): україноканадці восьма за чисельністю етнічна група в Канаді. Канада третя країна світу з найбільшим числом етнічних українців — після України й Російської Федерації.
Термін україноканадці практично не застосовують, коли йде мова про канадців інших етнічних груп, пращури яких прибули з території сучасної України або з інших територій зі значним відсотком українців. Це напевно тому, що останні практично не ідентифікують себе як українці, — і не беруть участі в українських організаціях.

### Українські організації Канади
- Конґрес Українців Канади
- Ліга українських католицьких жінок Канади
- Організація Українок Канади
- Пласт
- Союз Українок Канади
- Союз Українських Канадійських Ветеранів
- Суспільна служба українців Канади
- Українське Національне Об'єднання Канади

### Державні інституції підтримки українства
- Суспільна Служба Українців Канади
- Канадська Допомогова Місія українцям — жертвам війни